# Cospaia
Cospaia is een plaats (frazione) in de Italiaanse gemeente San Giustino.